# Koçi Xoxe
Koçi Xoxe (Flórina, 1 de mayo de 1911-Tirana, 11 de junio de 1949) fue un político albanés de ideología comunista que ejerció como ministro de Defensa de la República Popular de Albania, bajo el mandato de Enver Hoxha. 

## Biografía
Xoxe nació en la localidad de Flórina, hijo de un hojalatero, y participó desde su juventud en el movimiento comunista de su país, donde conoció a Enver Hoxha. 
Posteriormente, Xoxe ejerció eficaz liderazgo de los partisanos de Albania contra la ocupación alemana durante la Segunda Guerra Mundial, siendo desde 1944 destacado líder del Partido del Trabajo de Albania, solo inferior en rango al secretario general Enver Hoxha, destacando tanto en la lucha contra los alemanes como en reprimir a la resistencia no comunista.
Tras el fin de la ocupación alemana en noviembre de 1944, Koçi Xoxe fue nombrado ministro de Defensa en el nuevo gobierno y ocupó ese mismo cargo en la República Popular de Albania proclamada oficialmente en 1946. Durante el primer gobierno de Enver Hoxha destacó como uno de los jefes más capacitados y hábiles del comunismo albanés, participando activamente tanto en las reformas económicas del país, según el modelo estalinista, como en la represión política contra los opositores al ser líder máximo de la Sigurimi, la policía política del régimen comunista. 
Debido a la muy fuerte influencia política y económica que poseía la Yugoslavia de Tito en Albania, Koçi Xoxe fue partidario del fortalecimiento de relaciones entre el gobierno albanés y el régimen de Belgrado. Llegó incluso a proponer en privado la incorporación de Albania en la federación yugoslava empezando por la integración de las fuerzas armadas de ambos países, que ya habían colaborado en 1946 en el minado de los Estrechos de Corfú en octubre de 1946. Xoxe justificaba tal opción por las dificultades de la economía albanesa para sostenerse sin ayuda exterior, la necesidad de contar con apoyo de un vecino más poderoso y aliado, y la presencia de una importante minoría étnica de albaneses en la región yugoslava de Kosovo. 
Las posiciones de Xoxe causaron serias controversias dentro del comunismo albanés en tanto Hoxha favorecía el acercamiento a la URSS y desde mediados de 1947 apoyaba la presencia de técnicos y asesores soviéticos en suelo albanés; por el contrario Xoxe aprovechó en febrero de 1948 su influencia política para atacar y purgar a los comunistas albaneses más hostiles a Yugoslavia. No obstante, la situación de Xoxe en Albania empeoró en tanto la política de Tito entraba cada vez más en pugna con el gobierno de Stalin en la Unión Soviética mientras que el alineamiento político de Hoxha y la mayoría de jefes del Partido del Trabajo se tornaba más prosoviética.
Cuando en junio de 1948 la asamblea de la Cominform condenó la política de el gobierno de Tito como una «desviación ideológica» dentro del comunismo, Xoxe fue acusado de disidencia y perdió con rapidez toda influencia dentro del gobierno de Tirana. Así, con la justificación de combatir el «titoísmo» y dirigir la política albanesa de acuerdo con los dictados de la URSS, Enver Hoxha dispuso el arresto de Xoxe en noviembre de 1948, retirándole sus cargos y su membresía del Partido.  
Recién en mayo de 1949, Xoxe fue juzgado por traición. Para entonces Hoxha había decidido mantener a Albania dentro del más firme estalinismo y en una incuestionable lealtad a Moscú, tanto como herramienta para rechazar la influencia yugoslava como para eliminar a posibles rivales por el poder. Tras un rápido juicio secreto, Koçi Xoxe fue condenado a muerte y ahorcado el 11 de junio de 1949 en una prisión de Tirana.